# 羊飼いの王様
『羊飼いの王様』（ひつじかいのおうさま、伊語：Il rè pastore）K.208は、ヴォルフガング・アマデウス・モーツァルトが作曲したオペラ。『牧人の王』とも訳される。
- 原語題名：Il rè pastore
- 原作：トルクァート・タッソ『アミンタ』
- 台本：ピエトロ・メタスタージオ
- 初演：1775年4月23日、ザルツブルク

モーツァルトが19歳のときに作曲した劇的セレナータ。1775年にオーストリアの皇子たちの接待のために宮廷で演奏会形式で上演された。

## 登場人物
- アミンタ（ソプラノ） - 羊飼いでシドンの王位継承者
- エリーザ（ソプラノ） - アミンタに愛されている羊飼いの娘
- タミーリ （ソプラノ） - シドンの前王の娘
- アジェーノレ（テノール） - シドンの貴族でタミーリの恋人
- アレッサンドロ大王（テノール） - マケドニア国王

## あらすじ

### 第1幕
シドンの町に近い広々とした野原
シドンの王位継承者であるアミンタは、父親の死後、羊飼いとなり、羊飼いの娘・エリーザと恋に堕ちる。ふたりは、政権がマケドニア国王・アレッサンドロ大王に変わったが、自分たちには関係なく、ささやかで愛のある生活に満足していると語る。
しかし、アレッサンドロがシドンを攻略したのはストラトンの暴政から解放するためであり、アミンタが新しい王に相応しいと彼に話しかけるが、アミンタはいまの生活に満足していると断る。
実はエリーザはアレッサンドロに追放されたストラトンの娘・タミーリを匿っており、彼女は自分の恋人アジェーノレがアレッサンドロの臣下になったことを怒るが、アジェーノレは変らぬ愛を訴える。
アミンタの元にアレッサンドロを伴ったアジェーノレが現れ、ストラトンに追放された王は息子アブダロニュモスをアジェーノレの父親に託し、老羊飼アルチェーオが父親がわりに彼を育てたということを説明し、彼こそが正統な王位継承者だと言う。アミンタは突然の知らせに驚き、祝福するエリーザに愛は変らないと言う。

### 第2幕
第1場 アレッサンドロ大王の陣地
羊飼いの娘エリーザがアミンタに会いに来るが、アジェーノレに止められ失望して帰って行く。そこにアミンタが現れてエリーザの後を追おうとするが、やはりアジェーノレに止められてしまう。
アレッサンドロ大王はアミンタに羊飼いではなく王の衣装を着けるように命じる。そして、アジェーノレからタミーリが生きていることを告げられると、アレッサンドロ大王はタミーリとアミンタを結婚させて二つの王家を統合しようと言い出す。アジェーノレはタミーリとの結婚を願い出る機会を失ってしまう。
第2場 大きな洞穴
王位とエリーザの二者択一に悩んでいるアミンタは、決心を固めてアレッサンドロ大王のもとに行く。その後、羊飼いの娘エリーザが現れ、アジェーノレからアミンタとタミーリの結婚の噂が本当であると知らされるので涙ながらに去って行く。さらにタミーリがやってきて、アジェーノレが王国のために自分を棄てたことを責める。
第3場 シドンのヘラクレス宮殿の外庭
タミーリがアレッサンドロ大王に、不遇の身のときにも自分を愛してくれたアジェーノレと別れて王妃となることはできないと訴える。羊飼いの娘エリーザも現れて、アミンタを奪わないで下さいと懇願する。
そこにアミンタが現れて、王位をアレッサンドロ大王に帰すので王国はタミーリに与えて下さい、自分はエリーザと羊飼いをして暮らしますと願い出る。彼らの愛に心を打たれたアレッサンドロ大王は、アミンタとエリーザの結婚を許してシドンを二人に与える。さらにタミーリとアジェーノレには別の王国を与えることを約束する。一同はアレッサンドロ大王を賛美する。

## 曲目
1幕
- No.01 序曲
- No.02 アリア「森に、牧場に｣ selva, al prato, al fonte （エリーザ）
- No.03 アリア「穏やかな空気と晴れた日々」Aer tranquillo e dì sereni （アミンタ）
- No.04 アリア「太陽に面と向って」Si spande al sole in faccia （アレッサンドロ）
- No.05 アリア「私のために答えて下さい」Per me rispondete （アジェーノレ）
- No.06 アリア「あんなにも烈しかった、自分の嵐を」Di tante sue procelle （タミーリ）
- No.07 二重唱「王座につくためにお行きなさい、いとしい人」Vanne a regnar ben mio (エリーザ、アミンタ）

2幕
- No.08 アリア「むごい人よ、ああ私をご覧なのね」Barbaro! oh Dio mi vedi （エリーザ）
- No.09 アリア「勝利を得ながら、君たちを幸せにし」Se vincendo vi rendo felici （アレッサンドロ）
- N0.10 アリア/ロンド「あの人を僕は愛そう、心変わりはすまい」L'amerò, sarò costante （アミンタ）
- No.11 アリア「あなたが私を贈り物にし」Se tu di me fai dono （タミーリ）
- No.12 アリア「ひとりだけ言えるのだ」Sol può dir come si trova （アジェーノレ）
- No.13 アリア「あなたがた、いつも幸せに」Voi che fausti ognor donate （アレッサンドロ）
- No.14 五重唱「万歳、無敵の指導者よ」Viva l'invitto duce （合唱、エリーザ、アミンタ、アレッサンドロ、アジェーノレ、タミーリ）